# Semaeopus marginata
Semaeopus marginata là một loài bướm đêm trong họ Geometridae.